# Leopold Jessner
Leopold Jessner, auch Jeßner, gebürtig Samuel Leopold Jesner (* 3. März 1878 in Königsberg; † 13. Dezember 1945 in Hollywood), war ein deutscher Theater- und Filmregisseur. Er gilt als wichtiger Vertreter des Bühnenexpressionismus und des politischen Theaters der 1920er Jahre. Bekannt wurde er zudem als Schöpfer der „Jessnerschen Treppe“.

## Leben
Leopold Jessners Vorfahren waren kurz vor seiner Geburt ihrer litauischen Heimat entflohen und nach Königsberg übergesiedelt. Jessner begann als Schauspieler 1895 in Graudenz und wechselte nach seiner Entlassung als „vollkommen untalentiert“ in der Spielzeit 1895/96 zu einer reisenden Gesellschaft nach Sagan. 1897/98 spielte er am Stadttheater Cottbus, 1898/99 als Gast an Berliner Bühnen, 1899 bis 1901 am Deutschen Theater Breslau, 1901/02 am Ibsen-Theater (Tournee-Theater), 1902/03 am Deutschen Theater Hannover und 1904/05 am Residenz-Theater Dresden. Seine ersten Erfahrungen als Regisseur sammelte er 1901/02 beim Ibsen-Theater, von 1904 bis 1915 war er Regisseur am Thalia Theater Hamburg, ab 1908 Oberregisseur.
Hier inszenierte Jessner vor allem Werke der gesellschaftskritischen Moderne von Gerhart Hauptmann, Henrik Ibsen, Maxim Gorki und Frank Wedekind. Daneben war er von 1911 bis 1914 künstlerischer Leiter der von der Zentralkommission für das Arbeiterbildungswesen veranstalteten Volksschauspiele. Von 1915 bis 1919 leitete er als Direktor das Neue Schauspielhaus in Königsberg. Auch hier inszenierte er neben Klassikern vor allem moderne Dramen, zuletzt 1919 Georg Kaisers Gas.
Von 1919 bis 1928 amtierte er, von antisemitischen und reaktionär-nationalistischen Protesten begleitet, als Intendant des Staatlichen Schauspielhauses in Berlin, sodann 1928 bis 1930 als Generalintendant der Schauspielbühnen des Staatstheaters Berlin, der führenden Bühnen der Weimarer Republik. Seit 1925 war er zugleich Leiter der neuen Staatlichen Schauspielschule. Die Bandbreite seiner Inszenierungen reichte von der Antike (Sophokles) über die Klassiker (Shakespeare, Schiller, Goethe) und vergessene Dramatiker wie Grabbe bis zu modernen Autoren wie Ernst Barlach, Arnolt Bronnen und Georg Kaiser. Als Regisseur vollzog Jessner in dieser Zeit die radikale Abkehr von der Hoftheatertradition und entwickelte eine neue Bühnenästhetik. Er galt als Vertreter der expressionistischen Bühnenregie und als Protagonist des zeitgenössischen politischen Theaters. Allerdings zeigte sich im Laufe der Jahre, dass er sich zu politischen Rücksichten und Kompromissen veranlasst sah. Jessner war Vorstandsmitglied des Central-Vereins deutscher Staatsbürger jüdischen Glaubens.
Sein Wirken für den Film stellt sich als Begleiterscheinung und Nebenprodukt seiner Theaterarbeit dar, darunter die Produktionen Hintertreppe (1921 mit Paul Leni als Co-Regisseur) und Erdgeist (1923 nach Frank Wedekind).
Jessners Vertrag als Generalintendant wurde 1930 in einen Regievertrag umgewandelt, der 1933 von den Nationalsozialisten aufgelöst wurde. Im März 1933 gründete er ein Tournee-Ensemble, das in Belgien, den Niederlanden und Großbritannien auftrat. 1934 emigrierte Jessner zunächst nach Großbritannien, wo er erfolglos versuchte, eine Filmfirma zu gründen. Dort drehte er seinen einzigen Tonfilm Children of the Fog (1935), dem einige Stummfilme vorangegangen waren. 1935 ging er nach Palästina, wo er mit geringem Erfolg an der Habimah in Tel Aviv arbeitete.
1937 ging er in die USA. Dort arbeitete er ein Jahr als Lektor bei MGM. Seit 1939 war er an der Leitung der Exil-Theatergruppe The Continental Players beteiligt. Er gehörte zu den 18 Künstlern, die in der im Juni 1939 erstellten geheimen Materialsammlung des Reichssicherheitshauptamts Erfassung führender Männer der Systemzeit aufgeführt sind. 1939 inszenierte er in Hollywood am deutschsprachigen Theater El Capitani Wilhelm Tell. Zuletzt inszenierte er 1943 in Beverly Hills das Stück The Marseillaise.
Nach Kriegsende war er von den Amerikanern als Mitwirkender beim Neuaufbau und der Reorganisation des deutschen Theaterwesens vorgesehen, was aber durch seinen Tod verhindert wurde. 1951 wurde eine Straße im Berliner Stadtbezirk Friedrichshain nach Jessner benannt.

## Theatergeschichtliche Bedeutung
Berühmt wurde der Regisseur durch die „Jessnersche Treppe“, die er in Zusammenarbeit mit Emil Pirchan entwickelte. Dabei handelt es sich um eine selbständige Stufenbühne, die seit Jessners Berliner Einstands-Inszenierung des Wilhelm Tell (1919), die zu einem Theaterskandal führte, das Zentrum von Jessners streng gegliederten, raum- und zeitlosen Bühnenräumen bildete und durch die der Regisseur den Kern seiner Textvorlagen zum Tragen bringen wollte. Jessners Inszenierungsstil zeichnete sich durch eine exakte Choreographie, symbolische Gesten und Arrangements, extreme szenische Verknappung und eine geballte, rhythmisierte Sprache aus.
Jessner kam eine wichtige Rolle als Förderer junger Autoren wie Bertolt Brecht, junger Regisseure wie Jürgen Fehling und Schauspieler wie Fritz Kortner zu.

## Schriften
- Schriften. Theater der zwanziger Jahre. Hrsg.: Hugo Fetting. Henschel, Berlin 1979.

## Filmografie
- 1921: Hintertreppe
- 1923: Erdgeist
- 1927: Maria Stuart, Teil 1 und 2
- 1935: Children of the Fog

## Hörspiele (Auswahl)
- 1928: William Shakespeare: Othello, der Mohr von Venedig. Trauerspiel in fünf Akten (Bearbeitung (Wort))–Regie: Hermann Beyer (Sendespiel (Hörspielbearbeitung) – NORAG)